# Passage to Freedom

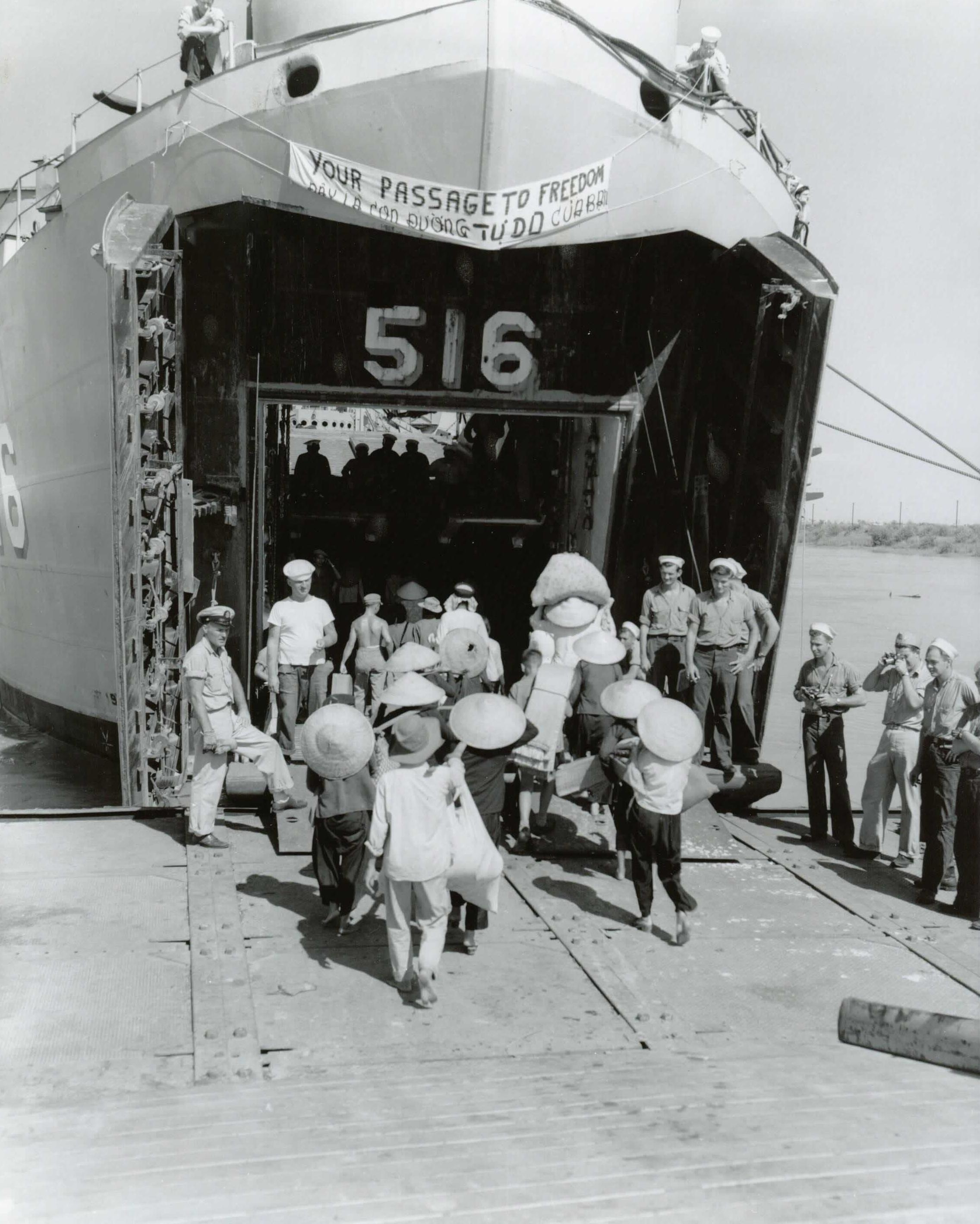
Беженцы поднимаются на борт американского танкодесантного корабля. Октябрь 1954 года, Хайфон

«Рейс к свободе» (англ. Passage to Freedom) — название операции по эвакуации вьетнамских беженцев из Северного Вьетнама, проводившейся Военно-морскими силами США в 1954—1955 годах.
Согласно Женевским соглашениям 1954 года, завершившим колониальную войну Франции в Индокитае, территория Вьетнама временно делилась на две части, не являвшиеся суверенными государствами. На 1956 год были намечены всеобщие выборы, после которых обе части Вьетнама должны были воссоединиться; до тех пор северной частью страны управляло коммунистическое правительство во главе с Хо Ши Мином, а южной — император Бао Дай. Соглашения предусматривали, что все вьетнамцы, желающие перебраться из одной части страны в другую, могут это сделать до мая 1955 года, причём они должны были получить в этом всемерную помощь со стороны Франции.
Во многом благодаря пропагандистской кампании, организованной сотрудником ЦРУ Эдвардом Лэнсдэйлом, возникло большое число желающих перебраться с севера на юг. Это были преимущественно вьетнамцы-католики, уверенные, что коммунистический режим подвергнет их репрессиям. Число беженцев оказалось так велико, что ответственные за их эвакуацию французские силы были не в состоянии перевезти всех. Правительство Франции обратилось к США с просьбой оказать помощь в эвакуации. К берегам Вьетнама была отправлена 90-я оперативная группа ВМС США (CTF-90), которая в ходе операции перевезла в общей сложности 310 тыс. вьетнамцев (по оценке историка Бернарда Фолла). Кроме того, США отправили беженцам значительную гуманитарную помощь.
В целом операция «Рейс к свободе» стала одним из значительных эпизодов участия США во вьетнамских делах в период между Первой и Второй Индокитайскими войнами.